# Жезуитас (Парана)
Жезуитас (порт. Jesuítas) — муниципалитет в Бразилии, входит в штат Парана. Составная часть мезорегиона Запад штата Парана. Входит в экономико-статистический микрорегион Толеду. Население составляет 7608 человек на 2006 год. Занимает площадь 247,496 км². Плотность населения — 30,7 чел./км².

## История
Город основан 13 мая 1980 года. 

## Статистика
- Валовой внутренний продукт на 2003 год составляет 85 133 927,00 реалов (данные: Бразильский институт географии и статистики).
- Валовой внутренний продукт на душу населения на 2003 год составляет 9867,17 реалов (данные: Бразильский институт географии и статистики).
- Индекс развития человеческого потенциала на 2000 год составляет 0,762 (данные: Программа развития ООН).